# Casa e Estúdio de Frank Lloyd Wright
A Casa e Estúdio de Frank Lloyd Wright na Chicago Avenue, 951 em Oak Park, Illinois, é a denominação pela qual são conhecidos a primeira casa e estúdio do arquiteto americano Frank Lloyd Wright. O edifício foi restaurado pelo Frank Lloyd Wright Preservation Trust para o projeto original de 1909, o úlmo ano em que Frank Lloyd Wright lá morou com sua família. Frank Lloyd Wright comprou a propriedade e construiu a casa em 1889 com um empréstimo de cinco mil dólares de Louis Sullivan, seu patrão na epoca. Wright tine 22 anos e acabara de casar-se com Catherine Tobin. Os Wright criaram seus seis filhos nesta casa. O edifício entrou no registro americano de lugares históricos National Register of Historic Places em 1972 e foi declarado marco histórico dos Estados Unidos, National Historic Landmark, quatro anos mais tarde.

## História

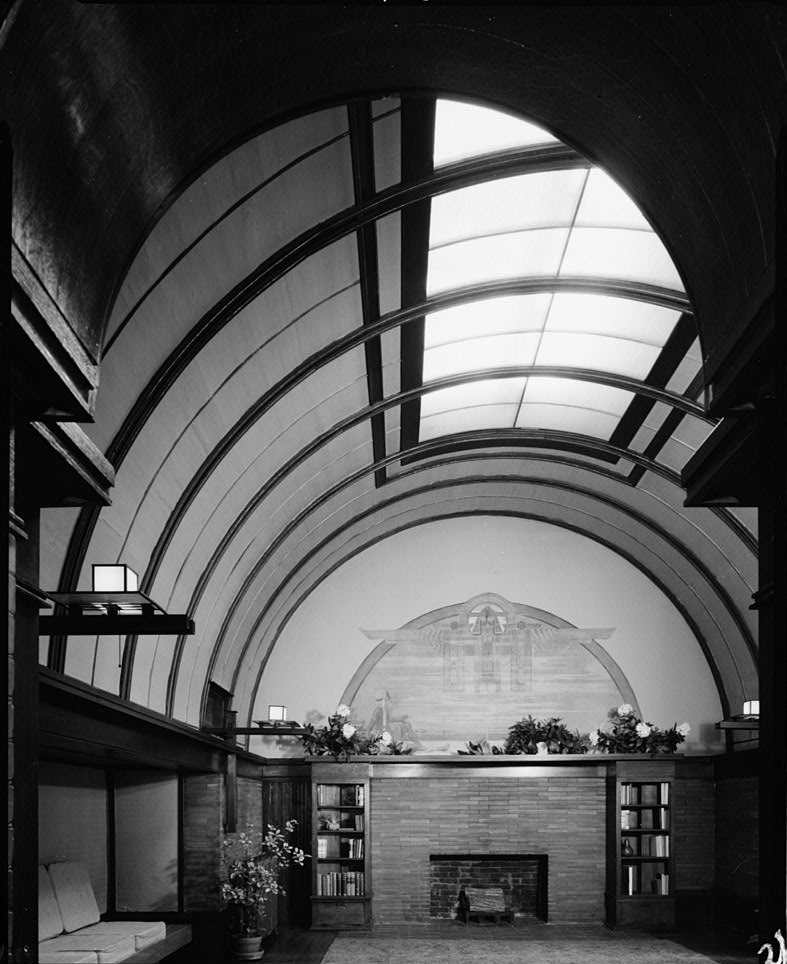
Quarto de brinquedos dos filhos

A estrutura original de 1889 era bastante pequena. A residencia foi amplamente reformada em 1895, quando entre outras mudanças a cozinha foi ampliada e convertida transformou-se em uma sala de jantar, o berçário do andar superior foi expandido para servir às atividades diárias de Catherine, e o quarto de brinquedos e uma cozinha nova foram adicionados à parte posterior da casa. Uma segunda grande ampliação aconteceu em 1898, quando o estúdio e o corredor de acesso foram construídos. No estúdio, Frank Lloyd Wright e arquitetos associados como Walter Burley Griffin e o escultor Richard Bock desenvolveram a Prairie School of Architecture e projetaram muitas edifícios notáveis, incluindo-se a Robie House, o Unity Temple, a Laura Gale House, e o Larkin Administration Building. Após 1909, o estúdio foi convertido em uma residência para sua esposa e as crianças mais novas. Mais tarde, o prédio transformou-se em um edifício de apartamentos. Em 1974, a construção foi adquirida pelo fundo americano para a preservação histórica, National Trust for Historic Preservation e a restauração que durou treze anos começou.
A casa e o estúdio foram a declarados marco histórico americano, National Historic Landmark, em 1976, e receberam o prêmio National Honor Award do American Institute of Architects. Atualmente é propriedade do National Trust for Historic Preservation e é mantido e operado como um museu pelo Frank Lloyd Wright Preservation Trust. Em todo mês de maio maio, o fundo organiza visitas à esta casa e diversas outras propriedades privadas construídas pelo arquiteto nas redondezas. A primeira residência de Frank Lloyd Wright situa-se em um de três distritos históricos de Oak Park, Illinois. Encontra-se especificamente no distrito histórico de arquitetura da Prairie School, Prairie School of Architecture Historic District, que inclui 27 construções projetadas por Wright, assim como outros edifícios históricos e arquitetonicamente significativos.

## Esculturas
A maioria das esculturas no exterior da edifício foram projetadas por Richard Bock, amigo e colaborador Wright. Estas incluem as duas figuras de pedra que flanqueiam a entrada do estúdio, que retratam um homem que se agacha liberta-se do solo abaixo. Bock também desenhou os capiteis na galeria externa do estúdio que reproduzem a árvore de vida, o livro do conhecimento, um projeto arquitetônico enrrolado, e duas cegonhas representando a sabedoria e a fertilidade. Também havia muitas esculturas no no interior do edifício as quais enriqueciam e constrastavam com a decoração anti-vitoriana. Estes objetos incluiam um frizo do Altar de Pérgamo e diversos tamanhaos da Vitória de Samotrácia, bem como um busto de Beethoven.